# Patricia Poleo
Patricia Poleo (Caracas, 8 novembre 1965) è una giornalista venezuelana.
È conosciuta per alcune importanti inchieste giornalistiche e per l'opposizione che esercita nei confronti del governo del presidente venezuelano Nicolás Maduro.

## Biografia
È figlia del giornalista Rafael Poleo. Ha sposato l'ex leader studentesco Nixon Moreno, laureato in scienze politiche all'Università delle Ande ed ex direttore del giornale del padre, El Nuevo País.
Si è laurata in scienze della comunicazione il 31 ottobre 1987 presso l'Università Cattolica Andrés Bello. 
Tra le sue opere più importanti c'è l'ampia indagine giornalistica condotta sul caso di Vladimiro Montesinos, coinvolto in crimini internazionali contro l'umanità durante la sua amministrazione sotto il governo dell'ex presidente peruviano Alberto Fujimori. Questo lavoro l'ha portata a denunciare ripetutamente i nascondigli di Montesinos fuggito dal Perù, determinando la sua cattura sul territorio venezuelano. In questa inchiesta, Patricia Poleo ha messo in luce come a Montesinos, durante il periodo in cui è rimasto nascosto nel territorio venezuelano, è stata offerta protezione dalle forze di sicurezza legate al governo del presidente Hugo Chávez. Nel suo libro Tras las huellas de Montesinos ha reso noto di aver subito diversi attacchi e molestie finalizzati ad indurla a desistere dall'effettuare le indagini giornalistiche. Per questa inchiesta ha vinto il King of Spain International Journalism Awards.
Il 31 gennaio 2002, il giorno dopo aver pubblicato un video sulle conversazioni tra l'esercito venezuelano e la guerriglia colombiana FARC è stata vittima di un agguato terroristico. Due persone in sella a una motocicletta hanno lanciato dell'esplosivo mentre si trovava nella sede della rivista Así es la noticia. Assieme a lei v'erano il direttore del giornale, Ibéyise Pacheco, e le giornaliste Marta Colomina, e Marianella Salazar. Due mesi dopo, la Corte interamericana dei diritti umani ha emanato una misura di protezione per il gruppo.
È stata accusata dalla procura venezuelana come presunta autrice morale dell'omicidio del procuratore Danilo Anderson.
A seguito dell'attentato del 5 agosto 2018 subito dal presidente Venezuelano, in un video pubblicato su YouTube ha letto il messaggio col quale il Movimento nazionale di soldati in camicia ne ha rivendicato la paternità.
Attualmente vive in esilio negli Stati Uniti e risiede a Miami.

## Opere
- Tras las huellas de Montesinos, Planeta, 2001, ISBN 9789584202420.

## Riconoscimenti
- King of Spain International Journalism Awards.